# College Point (Queens)
College Point est un quartier de la ville de New York, situé au cœur de l'arrondissement de Queens.

## Démographie
Composition ethno-raciale en 2010, :
- Blancs non hispaniques (32 %)
- Hispaniques et Latinos (35,7 %)
- Asiatiques (27,9 %)
- Noirs (2,3 %)
- Métis (1,7 %)
- Autres (0,5 %)